# 福井県立大野東高等学校
福井県立大野東高等学校（ふくいけんりつ おおのひがしこうとうがっこう、英: Fukui Prefectural Ono Higashi High School）は、かつて福井県大野市友江にあった公立の高等学校。福井県立勝山南高等学校と統合して福井県立奥越明成高等学校（当校所在地に設立）となり、2013年（平成25年）3月末に閉校した。

## 設置学科
- 機械システム科
- 電気科
- 情報・建設科（1年次から下記の2コースに分かれる）
  - 情報コース
  - 建設コース
- 福祉教養科

## 沿革
- 1965年（昭和40年）
  - 1月 - 福井県大野市友江に福井県立大野工業高等学校を創立。
  - 3月 - 校舎建設第1期工事竣工（普通教棟・理科教棟・土木科教棟・電気科教棟・機械科教棟）。
  - 4月 - 開校（土木科・電気科・機械科設置）。
- 1966年（昭和41年）
  - 3月 - 校舎建設第2期工事竣工（土木科教棟・電気科教棟・機械科教棟）。
  - 7月 - 校歌制定。
  - 10月 - 校舎建設第3期竣工。
- 1967年（昭和42年）3月 - 校舎建設第4期竣工（本館・普通教棟・土木科教棟・電気科教棟・機械科教棟）。
- 1969年（昭和44年）2月 - 武道館竣工。
- 1971年（昭和46年）1月 - 寄宿舎竣工。
- 1972年（昭和47年）
  - 7月 - プール竣工。
  - 12月 - 機械科教棟竣工。
- 1973年（昭和48年）9月 - クラブ室竣工。
- 1974年（昭和49年）1月 - 女子更衣室竣工。
- 1979年（昭和54年）10月 - クラブ室新築。
- 1986年（昭和61年）3月 - 校舎庇・屋上防水全面改修。
- 1987年（昭和62年）3月 - 第2体育館・相撲場竣工。
- 1989年（平成元年）12月 - クラブ室新築。
- 1990年（平成2年）7月 - 建設技術科・福祉教養科・情報科学科校舎建設開始。
- 1991年（平成3年）
  - 3月 - 建設技術科・福祉教養科・情報科学科校舎竣工。
  - 4月 - 校名を福井県立大野東高等学校に変更。学科再編により情報科学科、福祉教養科を設置。
  - 10月 - 大野東高等学校校歌発表会。
- 1993年（平成5年）3月 - テニスコート新築。
- 1994年（平成6年）
  - 3月 - 弓道場新設・管理棟本館リフレッシュ工事完了。
  - 12月 - 普通教棟リフレッシュ工事完了。
- 1996年（平成8年）
  - 3月 - 特別教棟（電気・理科）・リフレッシュ工事完了。
  - 4月 - 学科再編により機械システム科、電気科、情報・建設科、福祉教養科の4学科となる。
  - 8月 - ゴミ分別場新設。
- 1997年（平成9年）2月 - 第1体育館リフレッシュ工事完了。
- 1998年（平成10年）3月 - 電算個別学習装置更新。
- 2002年（平成14年）11月 - 武道館改築。
- 2011年（平成23年）4月 - 福井県立勝山南高等学校との統合により募集停止。校地に当校と勝山南高校を統合した福井県立奥越明成高等学校を新たに設置。
- 2013年（平成25年）3月31日 - 閉校。

## 部活動
- 運動部 - 柔道、弓道、相撲、野球、山岳、陸上、テニス、卓球、バドミントン（男・女）、サッカー、バレーボール（男・女）、バスケットボール（男・女）、スキー、剣道
- 文化部 - 土木研究、電気研究、機械研究、美術、茶華道、吹奏楽、ボランティア
- 同好会 - 情報研究、ESS、演劇

## 校歌
- 「福井県立大野東高等学校校歌」 作詞：正津勉、作曲：谷川賢作
- 「福井県立大野工業高等学校校歌（前身校）」 作詞：勝承夫、作曲：柴田南雄

## 著名な卒業生
- 岡田高大（政治家、第16代大野市長）旧大野工業高等学校卒